# Luise Vaher
Luise Vaher (bis 1944 Luise Kapstas, * 21. Augustjul. / 3. September 1912greg. auf Gut Tõlliste (deut. Teilitz), Sangaste; † 14. Februar 1992 in Viljandi) war eine estnische Schriftstellerin.

## Leben
Luise Vaher absolvierte 1932 das Gymnasium in Valga und arbeitete danach eine Weile auf dem Hof ihrer Eltern. Von 1938 bis 1940 war sie im Gemeindehaus von Karula angestellt. Da sie sich nach der sowjetischen Annexion im Juni 1940 aktiv am Umbau der Gesellschaft beteiligt hatte, zog sie es bei Kriegsausbruch vor, sich ins sogenannte „sowjetische Hinterland“ abzusetzen, wo sie bis 1944 verblieb. Nach ihrer Rückkehr nach Estland war sie bis 1950 in Valga im journalistischen Bereich tätig, geriet dann aber in Konflikt mit der örtlichen Parteileitung und wurde entlassen. Von 1951 bis 1958 war sie Lagerarbeiterin in Viljandi, danach freie Schriftstellerin und seit 1961 Mitglied des Estnischen Schriftstellerverbands.

## Werk
Luise Vaher veröffentlichte ihre erste Erzählung 1951 in der Zeitschrift Looming und debütierte 1960 mit dem Roman Erzählung vom Emajõgi, der beim Romanwettbewerb des Vorjahres einen dritten Preis erhalten hatte. In der Kritik wurde der Roman als „Panoramaroman“ bezeichnet, dessen „kollektive Hauptfigur die Errichter der Sowjetmacht sind.“ Tatsächlich steht das Aufeinanderprallen der alten (Vorkriegs-)Ordnung und der neuen Sowjetmacht im Zentrum der Handlung, die in einem Dorf in Südestland in den letzten Monaten des Zweiten Weltkriegs und der nachfolgenden Friedenszeit angesiedelt ist. Dabei entspricht der Roman völlig „dem Schema des sowjetischen Romans, demzufolge eine anfangs zweifelnde oder sich in Verwirrung befindende Hauptperson am Ende den richtigen, kommunistischen Weg findet.“ Trotz dieser relativen Angepasstheit an den herrschenden Kunststil wurden die Romane der Autorin für ihre reiche und lebensnahe Sprache gelobt.
Vaher hat ihre Romane bisweilen bearbeitet, auch ohne dass staatliche Kontrollinstanzen darauf angedrungen hätten, so dass eine Neuauflage eine andere Schwerpunktsetzung oder Ausrichtung haben konnte. Einige ihrer Romane sind auch ins Russische übersetzt worden.

## Bibliografie
- Emajõe jutustus ('Erzählung vom Emajõgi'). Tallinn: Eesti Riiklik Kirjastus 1960. 524 S. (umgearbeitete Neuauflage 1974)
- Katrina Üle ('K.Ü.'). Jutustused. Tallinn: Eesti Riiklik Kirjastus 1962. 260 S.
- Rindeõde ('Die Frontschwester'). Tallinn: Eesti Raamat 1965. 306 S. (umgearbeitete Neuauflage 1982)
- Päeva palge ees ('Vor dem Angesicht des Tages'). Tallinn: Eesti Raamat 1968. 247 S.
- Tormipöörises ('Im Wirbelsturm'). Tallinn: Eesti Raamat 1982. 682 S. (gemeinsam mit einer Neuauflage von Rindeõde)
- Meelespealillede hõng ('Der Duft des Vergissmeinnicht'). Tallinn: Eesti Raamat 1983. 464 S. (gemeinsam mit einer Neuauflage von Päeva palge ees)
- Põlev pärisosa ('Brennendes Erbe'). Tallinn: Eesti Raamat 1987. 334 S.

## Auszeichnungen
- 1988 Tammsaare-Roman-Preis